# Мартін Крімп
Мартін Ендрю Крімп (англ. Martin Andrew Crimp; 14 лютого 1956, Дартфорд, Кент) — англійський драматург та перекладач, один з найбільш затребуваних представників «постдраматичного театру».

## Життєпис
Син залізничного інженера. Навчався в коледжах Лондона і Йоркшира. Закінчив Кембриджський університет (1978), де на студентській сцені була поставлена його п'єса Брязкіт (англ. Clang). Пізніше його п'єси почав ставити Orange Tree Theatre в Річмонді, а з 1990 — столичний театр Роял-Корт, де він в 1997 став запрошеним драматургом.

## Творча манера
П'єси Крімпа, в основі яких, як правило, акти насильства, нерідко зараховують до впливового напрямку театр прямо в обличчя (англ. In-yer-face-theatre), хоча сам автор не погоджується з таким визначенням.

## Доробок
Твори
- Love Games (пост. 1982, у співавторстві);
- Living Remains (1982);
- Four Attempted Acts (1984);
- A Variety of Death-Defying Acts (1985);
- Definitely the Bahamas, A Kind of Arden, The Spanish Girls (1987);
- Dealing with Clair (1988);
- Play with Repeats (1989);
- No One Sees the Video (1990);
- Getting Attention (1991);
- The Treatment (1993);
- Attempts on Her Life (1997);
- The Country (2000);
- Face to the Wall (2002);
- Cruel and Tender (2004);
- Fewer Emergencies (2005);
- The City (2008).

Сценарист
- 2007 — «Ангел».